# 商務庁 (イギリス)

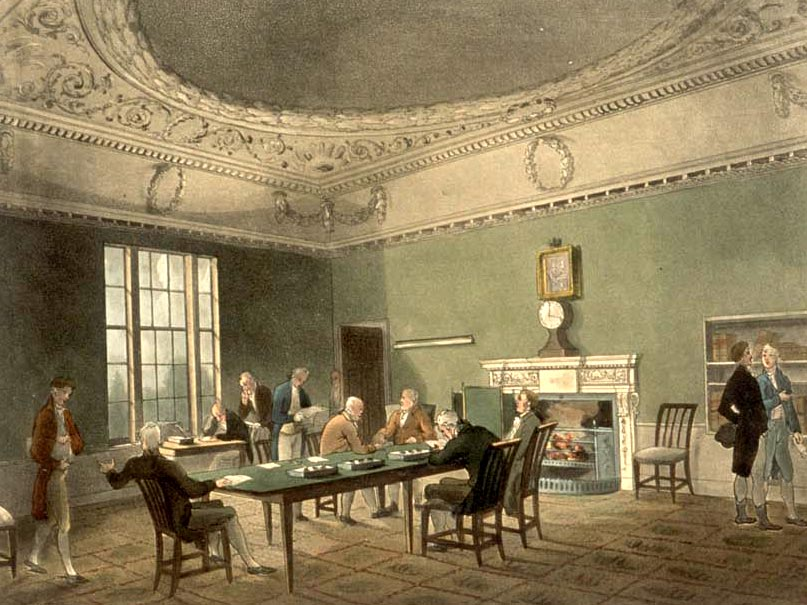
1808年頃の商務庁

商務庁（しょうむちょう、英語: Board of Trade）は、商業や産業に関するイギリス政府の官庁で、現在は国際貿易省の一部である。商務院（しょうむいん）とも。

## 概要
かつては枢密院の委員会であり、商務・拓務庁 (Lords of Trade and Plantations) あるいは単に商務庁 (Lords of Trade) と呼ばれていたが、現在の正式名は商務および外国植民地に関連するすべての事項を検討するために指名された枢密院の委員会庁 (The Lords of the Committee of the Privy Council appointed for the consideration of all matters relating to Trade and Foreign Plantations) 略して商務庁である。植民地に関する事項に広く関与するようになった17世紀から、ヴィクトリア朝時代の強力な規制官庁へ、そして20世紀後半にほとんど休眠状態となるまで、商務庁は何回もの改変を経てきた。2017年に諮問委員会として再活性化され、商務庁長官は名目上国際貿易大臣が兼任し、また現在のところ長官が唯一の枢密顧問官で、他のメンバーはアドバイザーとしての役割を果たしている。
商務庁はもともと、17世紀初期にイングランドの植民地が形成されつつあった時期に、植民地問題に関してイングランド枢密院に対して諮問するための一時的な委員会として設立された。委員会は次第にかなりの権限と広い分野の機能を獲得して政府の官庁へと発展していった。国内および外国との通商の規制、航海条例の発展、実施、解釈、および植民地において制定された法律の審議と承認などである。1696年から1782年まで商務庁は、当時の他の多くの省庁と協力して、植民地に関する事項、特に英領アメリカに関する事項についての責任を負っていた。その後は新たに設置された内務大臣が植民地に関する責任を1801年まで負い、そして陸軍・植民地大臣が設置された。1768年から1782年までは、商務庁の長官と植民地大臣が共同で責任を負っていたが、商務庁長官はおおむねこの期間空席であったため、商務庁は縮小した状態となり、新しい省庁の付属物となっていった。アメリカ独立戦争にイギリスが敗れたのち、商務庁と植民地大臣は1782年5月2日に国王により縮小されることになり、後に商務庁は1782年の法律により廃止された。
1783年のパリ条約の後、残された植民地や独立したアメリカ合衆国、そしてその他のすべての国との間の通商を規制する必要性があったことから、通商と植民地に関する官庁（後に第一委員会として知られる）がウィリアム・ピット（小ピット）によって設立された。当初は1784年3月5日の枢密院勅令によって権限を付与され、商務庁は再建されて、1786年8月23日の2番目の枢密院勅令により権限を強化されて、以後この勅令により運営された。この組織は1786年から商務庁として知られるようになったが、この名前が正式なものとなったのは1861年の法律によってである。新しい商務庁の最初の機能は、初期のものと同じく諮問的なもので、また植民地の立法の承認のような植民地に関する事項は、よりうまく達成された。産業革命が進展するにつれて、商務庁の業務は次第に高級でかつ国内向けのものとなっていき、1840年代の一連の立法により規制業務の権限を与えられ、特に鉄道、商船、株式会社に関する規制をするようになった。
商務庁は1970年に技術省と合併して貿易産業省となった。貿易産業大臣（2009年からビジネス・イノベーション・技能大臣）が商務庁長官を兼務した。20世紀半ば以降では、すべての委員が集まったのは、1986年に商務庁200周年を祝ったときだけであった。2016年に商務庁長官の役割は国際貿易大臣に移管された。2017年10月に商務庁は再編された。

## 初期史
1622年に、オランダの12年停戦協定が終結し、イングランド王ジェームズ1世は枢密院に対して、様々な経済と供給の問題、貿易の衰退とそれに伴う経済的な困難について調査する一時的な委員会を設立するように指示した。詳細な指示と疑問点が与えられ、各事項が十分であると判断され次第できるだけ早く回答するようにとされていた。この委員会に続き、いくつもの一時的な委員会や評議会が作られて、植民地とそこへの通商を規制するようになった。委員会の正式な名前は「商務および外国植民地に関連するすべての事項を検討するために指名された枢密院の委員会庁」のままであった。
1634年に、チャールズ1世は植民地を規制する新しい委員会を指名した。その長はカンタベリー大主教が務め、その主な目的は王の権威を増大し、特に新世界へピューリタンを大規模に移民させて、イングランド国教会の影響を植民地に拡大することであった。しかしその後すぐに、イングランド内戦が発生し、イングランドでは政治的に不安定な期間が長引くことになり、結果としてこうした委員会の能力を損ねることになった。1643年から1648年にかけて長期議会が植民地と通商に関する問題で先導するために、植民地に関する議会の委員会を設立した。この期間には、トン税とポンド税への最初の規制が導入され、ますます増大する政府の収入源として関税消費税庁の近代化が始まった。
イングランドの空位期間とイングランド共和国の期間に、ランプ議会が1650年と1651年に制定した3つの法律が、イングランドの通商と植民地問題に関する歴史的な発展で重要である。この中には、1650年8月1日に議会の法律で初めて設立された最初の商務庁がある。ヘンリー・ベインが率いる、指名された委員たちへの指示には、国内および外国の両方の通商への考慮、貿易会社、製造業者、自由港、関税、消費税、統計、貨幣制度、為替、漁業および植民地事項とその福祉の増進、および植民地がイングランドにとって有用なものであるようにすることなどがあった。10月に制定された王党派についた植民地との通商を禁じる法律と1651年10月の航海条例と並び、この法律の政治家らしく包括的な指示はイングランドの通商政策の最初の明確な表明となった。こうした法律は、通商と植民地の事項に関して法的な支配を確立しようとする最初の試みを表しており、その指示は、イングランドの繁栄と富裕をもっぱら追求する政策の始まりを意味していた。
1675年に、フランスに対するよりイングランドとの通商を確実にさせる目的で、アメリカにおけるすべての植民地を直轄植民地にすると発案したのは商務庁長官であった。商務庁は、ニューハンプシャーを王室領とし、ペンシルベニアへの勅許状を変更し、プリマス植民地に対する勅許状を拒否し、マサチューセッツおよびニューヨークへの勅許状の条項を利用して、1685年にニューイングランド王領を成立させた。これによりケネベック川からデラウェア川までが単一の直轄植民地となった。
1696年にウィリアム3世がアメリカの植民地やその他の地域における通商を促進するために、8人の有給委員を任命した。1696年に指名された商務・拓務庁は、単に商務庁と一般に知られていたが、枢密院の委員会を構成しておらず、実際のところ独立した機関であった。商務庁はこの仕事を継続したものの、長い期間にわたって不活発であり、1761年以降は混乱に陥り、1782年にロッキンガム・ウィッグスらによる議員立法により廃止された。

## 再設立とその後
ウィリアム・ピット（小ピット）が商務庁を1784年に再設置し、1786年8月23日の枢密院勅令が商務庁の公式の設立根拠となり、なおも有効なままである。長官、副長官および委員を含む事務局が設置された。1793年までは、カンタベリー大主教を含む20人の委員という古い構造のままであった。1820年以降、委員会の定期的な会合はなくなり、業務は完全に事務局員によって遂行されるようになった。商務庁という省略形の名前は1861年に公式となった。
19世紀にはイギリスおよびその帝国における経済活動に対して諮問機能を商務庁が有していた。19世紀後半には、特許、設計、商標、企業、労働、工場、商船、農業、運輸、電力といった事項の規制も扱った。植民地に関する事項は植民地大臣へと移管され、そのほかの機能は20世紀を通じて新しく設立された省庁へ次第に移譲されていった。
当初の商務庁委員は、委員会出席義務のない国務大官が7人（のちに8人）と、委員会出席義務のある有給の8人の委員から構成されていた。商務庁は実際の権力はほとんど持っておらず、通商や植民地に関する事項は通常は国務長官や枢密院の管轄であり、商務庁は自身の役割を主に植民地管理に限定していた。
2017年の改変では、商務庁長官は商務庁委員で唯一の枢密顧問官であり、他の委員は顧問である。

## 役職
- 商務庁長官
- 商務庁副長官（英語版）
- 商務庁長官政務官（英語版）